# Ное Понті
Ное Понті (1 червня 2001) — швейцарський плавець.
Призер Олімпійських Ігор 2020 року.